# Knuth Becker
Carl Hendrik Knuth Becker (* 21. Januar 1891 in Hjørring; † 30. Oktober 1974 in Var bei Sebbersund/Aalborg) war ein dänischer Schriftsteller, der hauptsächlich fünf umfangreiche Romane um Kai Gøtsche schuf, die in seinem Heimatland vor allem wegen ihrer sozialkritischen Tendenz „zeitweilig Tagesgespräch“ waren. 1961 erhielt er als erster Autor den Großen Preis der Dänischen Akademie.

## Leben und Werk
Der junge Becker leidet stark unter den beengten und strengen Verhältnissen zunächst im Elternhaus, dann (ab 10 Jahren) in der holsteinsminde opdragelsesanstalt, einer Besserungsanstalt. Er wird zum Mechaniker ausgebildet. Die Bedrängnis seiner Jugend taucht „natürlich“ wieder in seinem realistisch orientierten Romanzyklus um einen stets scheiternden „Helden“ auf. 1917 heiratet Becker Mette Wittrup Pedersen (gestorben 1990). Von 1919 bis 1923 ist er im Kopenhagener Nordjysk Forlag beschäftigt. Das tägliche Brot, mit dem er 1932 den Zyklus eröffnet, hat auf Anhieb Erfolg. Für Kindlers Neues Literatur Lexikon stellt es den gelungensten Teil der Serie dar, weil hier die soziale Absicht des Autors noch ursprünglich und unverbraucht wirke und weniger die Handlung als die Zustandsschilderung (einer Kindheit) im Vordergrund stehe. Becker erschreibt sich mit der Serie ein treues Publikum.
Für Kendtes Gravsted findet sich keine bessere (kritische) Darstellung des Lebens in einer jütländischen Stadt zwischen 1900 und 1920. Becker denunziere aber nie und gestatte sich sogar Ironie. Auch die Härte des Soldatenlebens macht Kai Gøtsche zu schaffen (in Unruhiger Frühling und Wenn der Zug fährt). Nicht wenig von Maxim Gorki sowie seinen Landsmännern Andersen Nexö und Henrik Pontoppidan beeinflusst, zeigt sich Becker gleichwohl bestürzt von Pontoppidans Beschönigung des Krieges. 1943 kann sich Becker mit seiner Frau auf den Bauernhof Waar zwischen Nibe und Løgstør zurückziehen. Sie haben einen Sohn (Claus Becker, 1922–2009).

## Auszeichnungen
- 1918 Literaturpreis Drachmannlegatet
- 1961 Akademie-Preis
- 1971 Herman-Bang-Gedächtnispreis
- 1974 Pontoppidan-Gedächtnispreis
- Am Haus Søndergade 9 in seiner Heimatstadt (9800) Hjørring ist ein Relief mit Beckers Porträt angebracht.

## Werke

### Romane um Kai Gøtsche
- Det daglige Brød, 1932, tschechisch Prag 1942, dts. Das tägliche Brot, Hamburg 1946, Haus Seelandsfreude, Rostock 1972
- Verden venter, 1934
- Uroligt forår (Unruhiger Frühling), 1938–39
- Når toget kører (Wenn der Zug fährt), 1944
- Marianne, 1956

### Außerdem
- Digte, Gedichte, 1916
- Sind og stof, Gedichte, 1951
- Ferie fra hverdagen, Roman, 1957
- Huset, Roman, 1961